# 1360

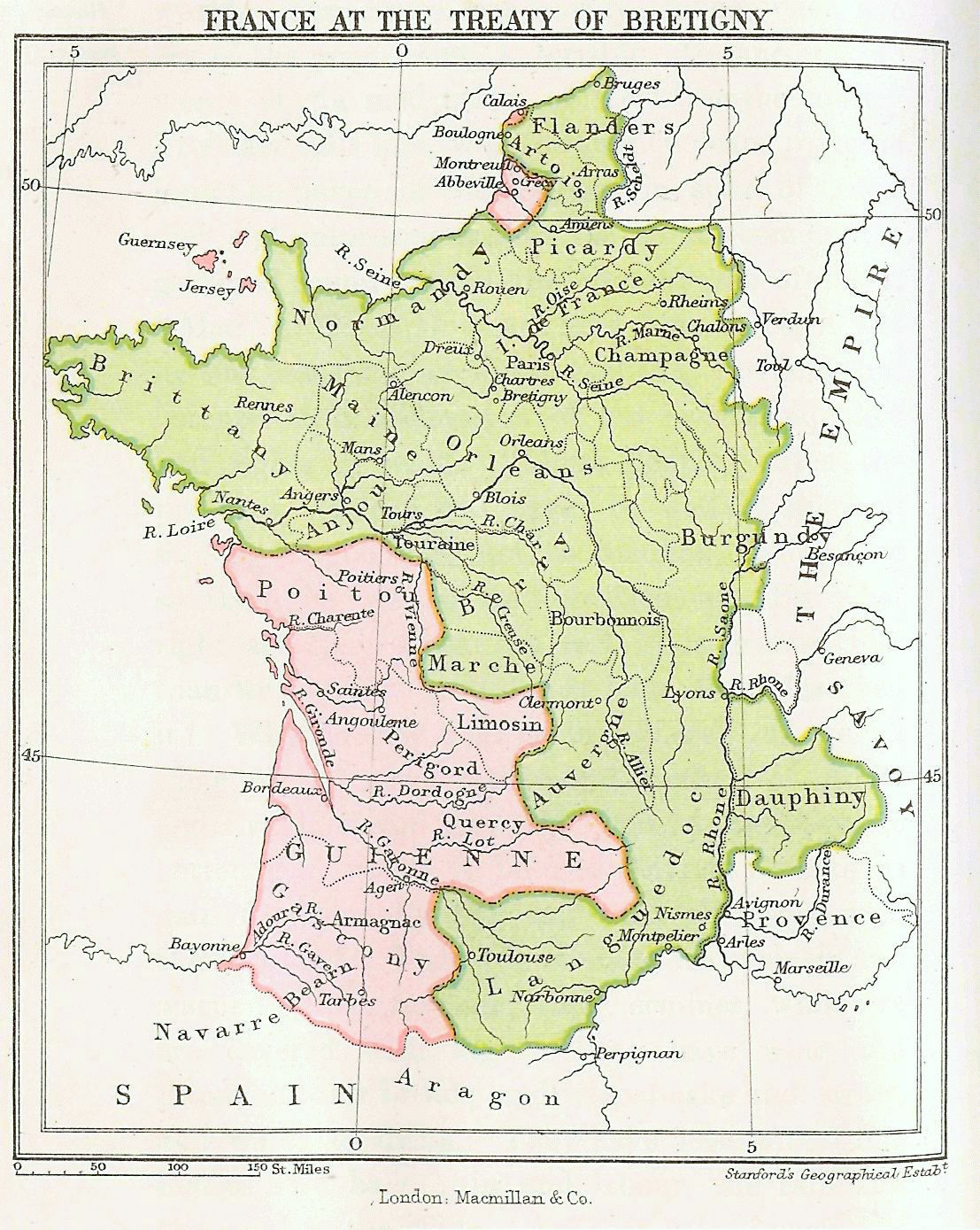
Verdrag van Brétigny: Na het verdrag zijn de roze gebieden in Engelse handen

Het jaar 1360 is het 60e jaar in de 14e eeuw volgens de christelijke jaartelling.

## Gebeurtenissen
april
- 14 - Zwarte Maandag: Na een mislukte belegering van Chartres wordt het Engelse leger door hagel en onweer getroffen. Koning Eduard III ziet hierin een negatief teken.

juni
- 2 - Verdrag van Brétigny: Vrede tussen Engeland en Frankrijk. Eduard III van Engeland ontvangt geheel Aquitanië als Engelse gebied, maar laat zijn aanspraken op Normandië en Touraine en zijn claim op de Franse kroon vallen. Koning Jan II van Frankrijk komt vrij tegen een losprijs van 3 miljoen kronen.
- 12 - Het eerste deel wordt voltooid van de Hernse Bijbel, de eerste middelnederlandse bijbelvertaling.

oktober
- 24 - Verdrag van Calais: Het Verdrag van Brétigny wordt bekrachtigd.

zonder datum
- Het Theravada boeddhisme wordt staatsgodsdienst van Ayutthaya.
- Keizer Karel IV beëindigt de Pisaanse overheersing over Lucca, dat weer een onafhankelijke republiek wordt.
- Aalen wordt een Vrije Rijksstad, zie Rijksstad Aalen.
- Anjou wordt verheven van een graafschap tot een hertogdom.
- Pieter Couterel leidt een volksopstand tegen het stadsbestuur van Leuven.
- Rotterdam krijgt stadsmuren.
- Bouwjaar van het uurwerk van de Oude Sint-Willibrorduskerk in Waalre, wellicht het oudste complete, nog werkende uurwerk ter wereld.
- Gian Galeazzo Visconti trouwt met Isabella van Frankrijk.

## Kunst en literatuur
- Petrus Naghel: Hernse Bijbel (eerste deel)
- William Langland: Piers Plowman (eerste versie, jaartal bij benadering)

## Opvolging
- Auvergne en Boulogne - Johanna I opgevolgd door haar zoon Filips van Rouvres
- Berg - Gerard opgevolgd door zijn zoon Willem II
- Georgië - David IX opgevolgd door Bagrat V
- Granada - Ismail II opgevolgd door Mohammed VI
- Lippe - Otto opgevolgd door zijn zoon Simon III
- Mantua - Luigi I Gonzaga opgevolgd door Guido Gonzaga

## Afbeeldingen

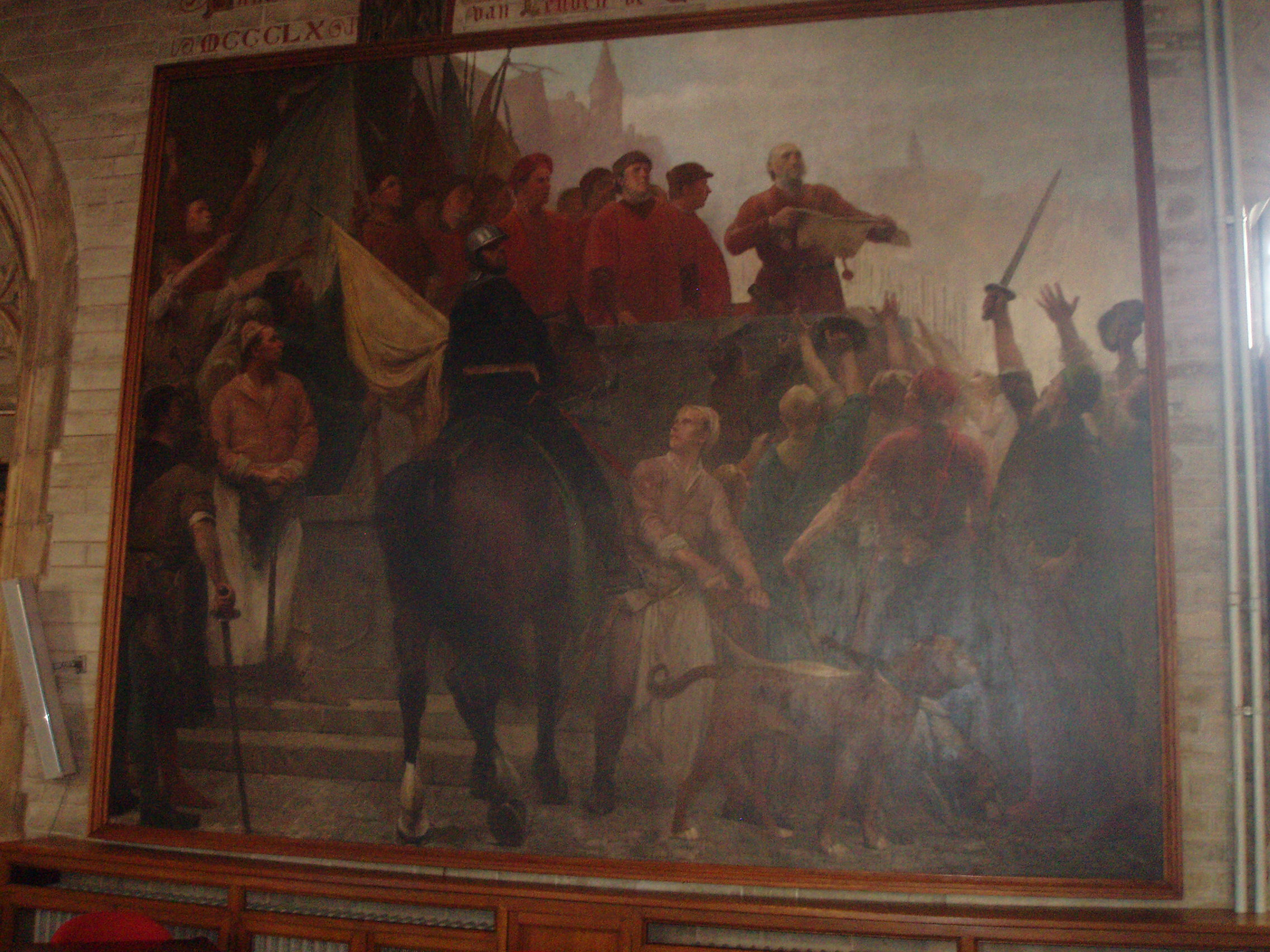
Pieter Coutereel verscheurt de voorrechten der patriciërs
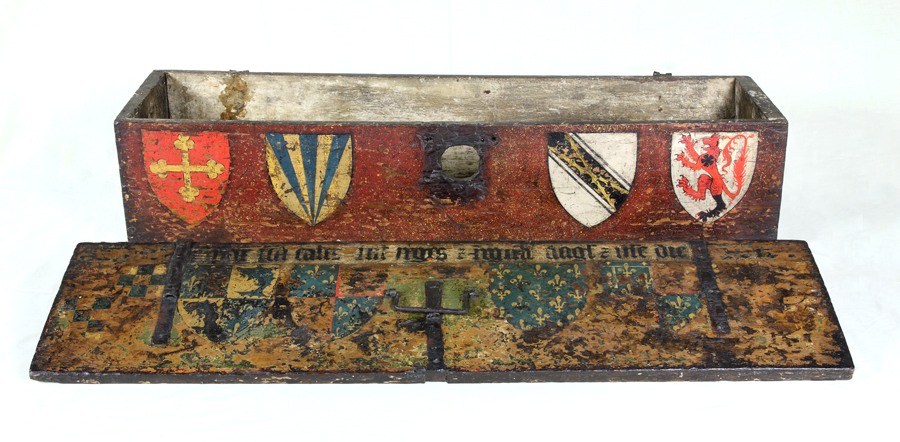
kist waarin het Verdrag van Calais werd bewaard
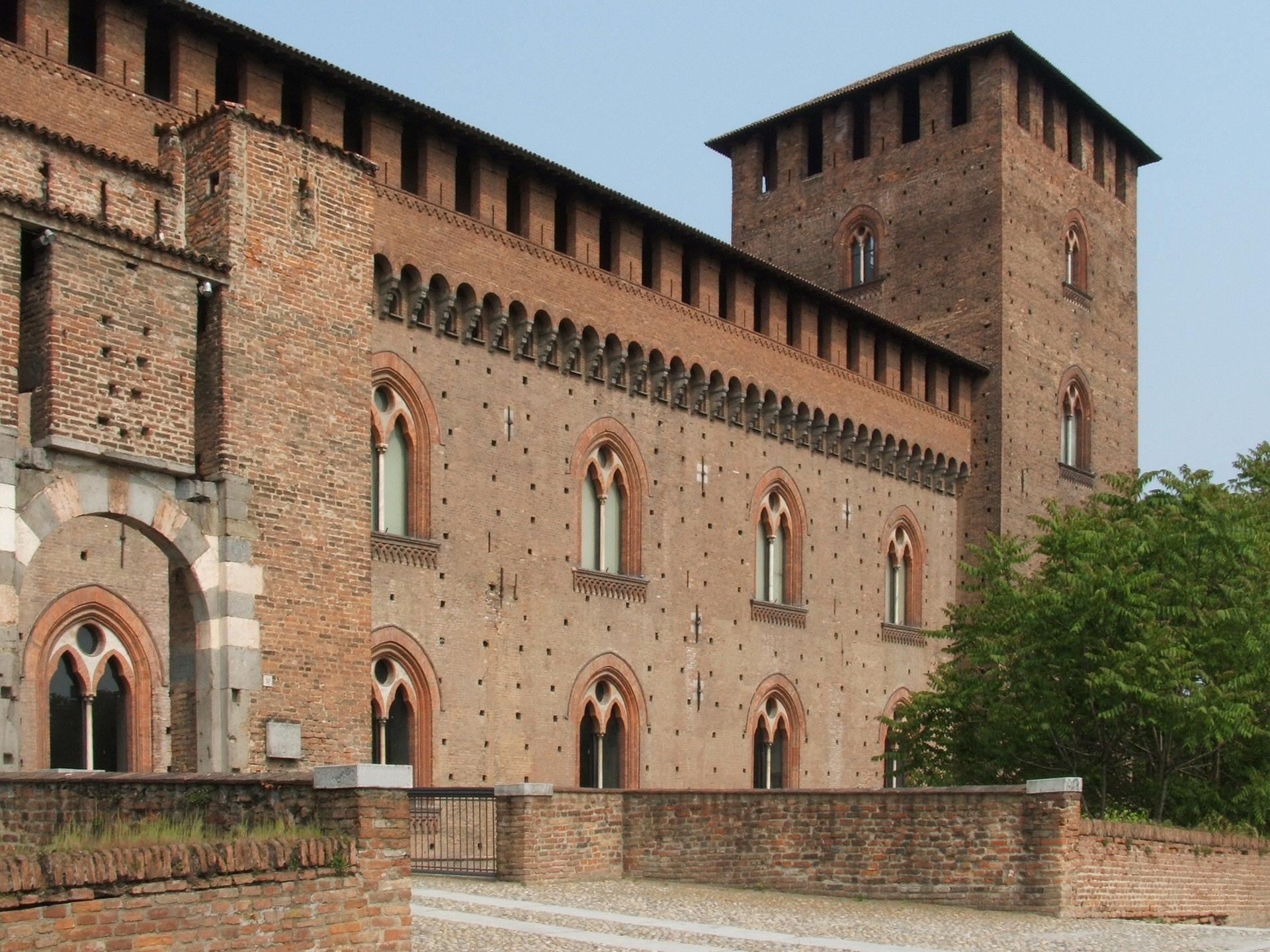
Castello Visconteo, Pavia, gebouwd 1360

## Geboren
- 24 februari - Amadeus VII, graaf van Savoye
- 31 maart - Filippa van Lancaster, echtgenote van Johan I van Portugal
- 2 mei - Yongle, keizer van China (1402-1424)
- 24 juli - Nuno Alvares Pereira, Portugees legerleider
- Bayezid I, sultan van de Ottomanen (1389-1402)
- Bernard VII van Armagnac, Frans edelman
- Facino Cane de Casale, Italiaans militair
- Giovanni di Bicci, Italiaans bankier
- Johan II van Nassau-Wiesbaden-Idstein, aartsbisschop van Mainz (1397-1419)
- Nicolaas II Hoen, Limburgs edelman
- Jan VI van Cuijk, Brabants edelman (jaartal bij benadering)
- Jan Žižka, Boheems legerleider (jaartal bij benadering)
- Willem Eggert, Hollands bankier (jaartal bij benadering)

## Overleden
- 26 februari - Roger Mortimer (31), Engels edelman en militair
- 5 mei - Jan IV van Arkel (~45), Nederlands edelman
- 18 mei - Gerard, graaf van Berg en Ravensberg
- 16 september - William de Bohun (~48), Engels edelman en militair
- 29 september - Johanna I van Auvergne (~36), echtgenote van Jan II van Frankrijk (pest)
- 4 november - Elisabeth de Clare (65), Brits edelvrouw
- 2 december - John de Beauchamp (~44), Engels edelman en militair
- 26 december - Thomas Holland (~46), Engels edelman en militair
- David IX, koning van Georgië (1346-1360)
- Erik I van Saksen, Duits edelman
- Luigi I Gonzaga, Italiaans edelman
- Otto van Lippe, Duits edelman
- Geoffrey le Baker, Engels kroniekschrijver (jaartal bij benadering)
- Ioannes Koukouzelis, Bulgaars-Grieks componist (jaartal bij benadering)

- Isabella van Brienne, hertogin van Athene